# Atletica leggera ai Giochi della XXVI Olimpiade - 400 metri ostacoli femminili

Video della Finale

I 400 metri piani hanno fatto parte del programma femminile di atletica leggera ai Giochi della XXVI Olimpiade. La competizione si è svolta nei giorni 28-31 luglio 1996 allo Stadio Olimpico del Centenario di Atlanta.

## Presenze ed assenze delle campionesse in carica
| Competizione         | Atleta         | Prestazione | Atlanta 1996 |
| -------------------- | -------------- | ----------- | ------------ |
| Olimpiadi 1992       | Sally Gunnell  | 53”23       | Presente     |
| Commonwealth 1994    | Sally Gunnell  | 54”51       | Presente     |
| Goodwill Games 1994  | Sally Gunnell  | 53”51       | Presente     |
| Europei 1994         | Sally Gunnell  | 53”33       | Presente     |
| Coppa del mondo 1994 | Sally Gunnell  | 54”80       | Presente     |
| Asiatici 1994        | Leng Xueyan    | 55”26       | Assente      |
| Panamericani 1995    | Kim Batten     | 54”74       | Presente     |
| Mondiali 1995        | Kim Batten     | 52”61       | Presente     |
|                      |                |             |              |
| Mondiali junior 1992 | Georgeta Petra | 58”03       | Non selez.   |

1. ↑  Sotto la bandiera della Gran Bretagna.

## La gara
Nella prima semifinale Deon Hemmings batte il record olimpico con 52"99 (RN). Nella seconda serie, appannaggio di Kim Batten con 53"65, danno addio alla finale le prime due medagliate di Barcellona, Sally Gunnell per un infortunio muscolare, e Sandra Farmer-Patrick, che giunge quinta ad un solo centesimo dal quarto posto.

In finale, Deon Hemmings riesce a migliorarsi ulteriormente; sulla retta finale è già prima ma spinge fino in fondo e segna una grande prestazione. Il suo 52"82 è il quinto crono di tutti i tempi.

Per la prima volta tutte le otto finaliste corrono sotto i 55 secondi.
Quello che non era riuscito alla grande Merlene Ottey è riuscito a Deon Hemmings, che diventa la prima giamaicana a vincere l'oro olimpico in atletica.

## Risultati

### Turni eliminatori
| 4 Batterie   | 28 luglio | 30 partenti   | Si qualificano le prime 3 + i 4 migliori tempi. |
| 2 Semifinali | 29 luglio | 8 + 8         | Si qualificano le prime 4.                      |
| Finale       | 31 luglio | 8 concorrenti |                                                 |

### Finale
| Pos | Paese       | Atleta            | Tempo |
| --- | ----------- | ----------------- | ----- |
|     | Giamaica    | Deon Hemmings     | 52"82 |
|     | Stati Uniti | Kim Batten        | 53"08 |
|     | Stati Uniti | Tonja Buford      | 53"22 |
| 4   | Giamaica    | Debbie-Ann Parris | 53"97 |
| 5   | Germania    | Heike Meissner    | 54"03 |
| 6   | Canada      | Rosey Edeh        | 54"39 |
| 7   | Romania     | Ionela Târlea     | 54"40 |
| 8   | Germania    | Silvia Rieger     | 54"47 |